# Theodor Becker (actor)
Theodor Becker (18 de febrero de 1880 - 26 de junio de 1952) fue un actor teatral y cinematográfico alemán. 

## Biografía
Nacido en Mannheim, Alemania, trabajó durante muchos años en el Niedersächsische Staatstheater de Hannover, aunque también actuó en diferentes teatros de Berlín y en el cine.
Estuvo casado con las actrices Maria Fein y Helma Seitz. Tuvo dos hijas, las actrices Maria Becker y Renate Becker.
Theodor Becker falleció en Coppenbrügge, Alemania, en 1952.

## Filmografía
- 1916 : Das wandernde Licht
- 1918 : Das Todesgeheimnis
- 1919 : Die Pest in Florenz
- 1922 : Fridericus Rex
- 1922 : Felicitas Grolandin
- 1923 : Wilhelm Tell
- 1923 : I.N.R.I.
- 1925 : Ein Sommernachtstraum
- 1925 : Athleten
- 1928 : Das deutsche Lied